# Култ хаџилука у Нишу
Култ хаџилука у Нишу настао је с краја 19. и почетком 20. века, када је већи број Нишлија одлазио на хаџилук (ходочашће) из дубоких религиозно-верских убеђења. Нишлије које су материјално биле у могућности, настојале су да за живота посете Христов гроб. Након повратка добијале су почасно звање хаџија. Према овим хаџијама Нишлије су се односиле са посебним поштовањем, цениле их и са уважавањем прихватале њихове ставове.
Један од облика испољавања верских осећања Нишлија био је хаџилук. Корен оваквог испољавања вере можемо вероватно наћи у старим веровањима али и утицају ислама који је имао велики утицај на живот балканских народа, без обзира на веру. Инспирисан верским разлозима покајништва и искупљења, већ постојећим обичајима, а несумњиво и социјалним капиталом одређене групе Нишлија, враћа један такав подухват у Ниш који је после ослобођења и исељења дела турског становништва бројао 12.817 становника, од чега 10.719 Срба, 400 Турака, 900 Јевреја и 797 Цигана. Број становника Ниша до краја 19. века расте на готово 20.000, од којих су огромна већина хришћани. Своју приврженост вери Нишлије су показивали на различите начине. Понекад је у томе било и претеривања, што је српски писац Стеван Сремац описао у неким од својих дела.

## Поклоништво Христовом гробу у Јерусалиму
У верској култури православних хришћана истакнуто место је заузимало поклоништво Христовом гробу у Јерусалиму. Обилазак палестинских светих места освећених веровањем да су се на њима десили догађаји описани у Старом и Новом завету, присуство верским обредима, те додавање титуле хаџи испред личног имена, били су важан део православног верског живота у периоду од 17. до касног 19. века. Томе је допринело неколико чинилаца:
- Успон православне грађанске класе у османским градовима почевши од 17. века (као  основни међу њима)  - стабилне  финансијске  елите која  је могла да обезбеди средства за скуп и опасан поклонички подухват.
- Организација православне Јерусалимске патријаршије, од 1517. године у саставу Османског царства, која је улагала знатан напор у организацију поклоништва овим местима.
- Вишевековна територијална припадност Османском царству и његовом културном моделу (Макуљевић, 2005, 2006). у коме је ислам  био владајућа и привилегована религија, са једним од „пет стубова ислама“ хаџилуком – поклоништвом светим местима Меке и Медине, а управо је успон православне грађанске класе донео једну врсту парадоксалног одговора на њега. Тако  су настала стриктна правила обредног понашања, везаност за места освећена наративима о оснивању религије, као и  освећени положај онога који би обавио поклоништво – у православној верској култури османског периода искристалисао се обичај хаџилука, као карактеристичан амалгам исламских и хришћанских верских обичаја.[5]

## Када се и како ишло на хаџилук?
Пред полазак на ходочашће Нишлије су добијале (писмени) благослов епископа нишког или парохијског свештеника. На хаџилук су Нишлије ишле почетком великог поста за Ускрс, свечано испраћене од родбине и пријатеља.
Ходочасници су на пут, најчешће, са собом носили: икону Мајке Божје Одигитрије (путоводитељке), икону светог Николе заштитника путника, молитвеник, Псалтир, песмарицу духовних песама и крст око врата. Поклоници су носили са собом и посуде за воду коју су захватали са исцелитељских извора.
По повратку Нишлије су их дочекиване са великим поштовањем уз религиозне обичаје. Од уласка у град па до куће, застирана су платна и застирачи да по њима газе, сви су их љубили у руку, а они им целивали лице.

## Поклони са хаџилука и њихова намена
Уобичајено је било да хаџија по доласку у Ниш својим ближњима подели поклон из Јерусалима, уз благослов. Поклони су углавном били религиозног карактера (иконе, крстићи и крстови), али и други свети предмети (свеће) који су поручени. Са посебном љубављу, особе које су добиле поклоне са хаџилука, чували су ове реликвије. Па су тако нпр. иконе држали поред кандила, крстиће носили око врата као амајлију. Ове предмете Нишлије су предавале потомцима с колена на колено. Свеће донете са хаџилука чували су за паљене након смрти.
Такође, важан део са хаџилука била је и набавка различитих благослова и меморија које су поклањане нишким црквама, од којих су неке сачуване и до данашњих дана.

## Стицање звања хаџија
По повратку са хаџилука те Нишлије су стицали звање Хаџије. Звање су додавали испред свог имена. Наводимо неке од старих нишких хаџија: хаџи Јордан Цветковић - индустријалац, хаџи Пеша, хаџи Коца, хаџи Риста, хаџи Стојан Пешић, хаџи Микал итд.
Ово звање се наслеђује, а хаџи се тада пише после личног имена, какво је нпр. имао Стојан хаџи Пешић или Славољуб Хаџи Танчић (признати нишки и српски књижевник).